# Plebejus killiassi
Plebejus killiassi är en fjärilsart som beskrevs av Christ. 1883. Plebejus killiassi ingår i släktet Plebejus och familjen juvelvingar. Inga underarter finns listade i Catalogue of Life.